# Die Olsenbande in feiner Gesellschaft
Die Olsenbande in feiner Gesellschaft, Originaltitel: Olsen-banden på de bonede gulve (wörtlich Die Olsenbande auf poliertem Fußboden) ist ein computeranimierter 3D-Film aus Dänemark rund um die Olsenbande.

## Handlung
Die Olsenbande erhält vom dänischen Staatsministerium den Auftrag, gegen einen hohen Geldbetrag die Schreibfeder Hans Christian Andersens zu stehlen, die einen unschätzbaren ideellen Wert in der dänischen Geschichte darstellt. Die Feder soll dem chinesischen Ministerpräsidenten zum erfolgreichen Abschluss eines Handelsabkommens zwischen Dänemark und der Volksrepublik China als Gastgeschenk überreicht werden. Die Bande bricht dazu in das Kopenhagener H.C. Andersen-Museum ein, wo sie dank Egons Plan die Alarmanlage außer Gefecht setzen kann. Als Egon jedoch den Franz-Jäger-Tresor im Museum öffnet, finden sie darin statt Andersens Schreibfeder nur einen modernen Kugelschreiber vor. Durch ein Missgeschick wird außerdem der Alarm ausgelöst. Während Benny und Kjeld noch gerade so rechtzeitig entkommen können, wird Egon Olsen vor dem Museum noch gestellt und ins Gefängnis verbracht. Die Olsenbande ist offenbar von ihrem Auftraggeber Hallandsen hereingelegt worden. Dieser hatte schon zuvor Andersens Feder ausgetauscht und brauchte nur noch einen einschlägig vorbestraften Sündenbock wie Olsen, um eine Erklärung für ihr Verschwinden zu haben. Hallandsen präsentiert nach Olsens Festnahme die richtige Feder dem dänischen Ministerpräsidenten Anders Fogh Rasmussen.
Durch eine Amnestie kommt Olsen jedoch nach kurzer Zeit wieder frei und hat natürlich sofort einen Plan, wie sie an die Feder und damit an die Millionen kommen, sowie sich dabei an Hallandsen rächen können. Die Schreibfeder von Andersen soll sich mittlerweile zur Aufbewahrung im Tresor des Arbeitszimmers von Hallandsen im Folketing auf Schloss Christiansborg befinden. Um sie dort herauszuholen, benötigt die Olsenbande einen Akkuschrauber, Honigpflaumensaft und ein paar tote Ratten, was von Benny und Kjeld für den Plan organisiert wird.

## Hintergrund
Den dreizehn ursprünglichen Filmen der Reihe um das Kopenhagener Gaunertrio, die von 1968 bis 1981 erschienen waren, folgte zunächst 1998 ein letzter (vierzehnter) Film in der ursprünglichen Besetzung, Der (wirklich) allerletzte Streich der Olsenbande. Von der Kindheit der Olsenbande erzählten anschließend die Fernsehserie Olsen-bandens første kup (1999) und der Kinofilm Olsenbande Junior (2001).
Im September 2007 gab es schließlich die erste Ankündigung, dass ein Animationsfilm mit der Bande produziert werde. Als Regisseur wurde ursprünglich Stefan Fjeldmark, unter anderem Regisseur von Terkel in Trouble, genannt. Der Film entstand als Gemeinschaftsproduktion von Nordisk Film, dem traditionellen Produzenten der Olsenbande, und dem dänischen Trickfilmstudio A. Film;  subventioniert wurde er durch das Dänische Filminstitut. Zuvor hatte A. Film unter anderem Hugo, das Dschungeltier oder Hilfe! Ich bin ein Fisch animiert. Teile des Films entstanden bei Happy Flyfish in Viborg; die Gemeinde Viborg sowie der Westdänische Filmpool gehörten ebenfalls zu den Finanzierern des Films. Der internationale Boom des 3D-Films führte schließlich zu der Ankündigung, als ersten dänischen Film auch Olsen-banden på de bonede gulve in 3D zu veröffentlichen.
Es wurde darauf verzichtet, die zum Zeitpunkt des Einsprechens noch lebenden Hauptdarsteller der Originalfilme (Morten Grunwald, Ole Ernst) als dänische Synchronsprecher einzusetzen, stattdessen wurden junge Schauspieler und Komiker ausgewählt.

## Filmpremiere und Veröffentlichungen
Die Welturaufführung des Films fand am 3. Oktober 2010 in Viborg statt; die offizielle Galapremiere am 9. Oktober im Kopenhagener Kino Imperial. An den dänischen Kinokassen startete er am 14. Oktober 2010. Im April 2011 wurde er auf Dänisch sowie auch in russischer Sprache synchronisiert als DVD und Blu-Ray veröffentlicht. Eine deutschsprachige Version ist am 21. September 2012 bei Capelight Pictures auf Blu-Ray/DVD erschienen. Am 21. Februar 2016 erlebte der Film seine deutsche Fernsehpremiere im MDR Fernsehen.

## Synchronsprecher
| Rollenname                                | Dänischer Synchronsprecher | Deutscher Synchronsprecher |
| ----------------------------------------- | -------------------------- | -------------------------- |
| Egon Olsen                                | Martin Buch                | Jörg Hengstler             |
| Benny Frandsen                            | Nicolaj Kopernikus         | Frank Schenk               |
| Kjeld Jensen                              | Esben Pretzmann            | Michael Pan                |
| Yvonne Jensen                             | Annette Heick              | Daniela Reidies            |
| Kriminalkommissar Viggo Jensen            | Albert S. Lund             | Reinhard Kuhnert           |
| Kriminalassistent Walter Holm             | Jonas Schmidt              | Thomas Nicolai             |
| Hallandsen                                | Søren Sætter-Lassen        | Engelbert von Nordhausen   |
| Ministerpräsident Anders Fogh Rasmussen   | Henrik Lykkegaard          | Olaf Reichmann             |
| Königin Margrethe II. von Dänemark        | Jørgen Lerdam              | Christian Gaul             |
| Prinzgemahl Henri de Laborde de Monpezat  | Henrik Koefoed             | Axel Lutter                |
| Johnny                                    | Mick Øgendahl              | Marco Kröger               |
| Allan                                     | Simon Jul                  | Thomas Petruo              |
| Immobilienmakler                          | Michael Carøe              | Christoph Banken           |
| Vorsitzender des Parlaments               | Henrik Koefoed             |                            |
| Frau Jeppesen                             | Kaja Kamuk                 | Sabine Mazay               |
| Herr Jeppesen                             | Rune Tolsgaard             | Rainer Fritzsche           |
| chinesischer Ministerpräsident            | Lin Kun Wu                 |                            |
| Frau des chinesischen Ministerpräsidenten | Zhao Li                    |                            |

Michael Pan sprach im sechsten und siebten Film der Originalfassung Kjelds Sohn Børge, hier nun mit Kjeld dessen Vater.

## Kritiken
„... Zugegeben: Die Geschichte von Die Olsenbande in feiner Gesellschaft klingt komplizierter, als sie es in Wirklichkeit ist. Denn in Wahrheit geht es gar nicht um den Coup und seine politischen Verwicklungen, die wie eine gewaltige Verballhornung der angeblich gerne mal sozialkritischen und gesellschaftlich engagierten Krimis aus Skandinavien wirken, sondern um etwas ganz anderes: Ein Update der Olsenbande soll her. Und das ist auch durchaus gelungen. Punktgenau fallen die Sprüche und Running Gags, die man als treuer Fan der Serie kennt und erwartet – von Bennys Standardausruf "Mächtig gewaltig!" über Egons allgegenwärtige Zigarre bis hin zum Gekeife von Kjelds Gattin Yvonne ist wirklich alles vorhanden, was die Abenteuer der Olsenbande auszeichnete. Um ganz sicher zu gehen , dass die treuen Fans von früher mit dem Film auch erreicht werden, sind zudem Pointen eingestreut, die auf freche Weise und ohne jede Hemmung bezüglich der politischen Korrektheit mit der früheren DDR spielen: Da fallen Anspielungen auf das Wesen der Demokratie, über Blockflötenparteien und zudem gibt es einen etwas tumben, aber umso diensteifrigeren Polizei-Assistenten, der lupenreines Sächsisch spricht. Keine Frage: Hier hat sich mal jemand bei der Synchronisation richtig Mühe gegeben. ...“

## Fortsetzung
Im Juni 2011 wurde angekündigt, als Fortsetzung einen weiteren 3D-Animationsfilm zu produzieren unter dem Titel: Olsen-banden på dybt vand (Die Olsenbande geht baden oder wortwörtlich Die Olsenbande in tiefem Wasser) und am 29. September 2014 seine deutschsprachige Premiere unter dem Namen Die Olsenbande auf hoher See haben soll. Dieser Film wurde in Dänemark durch die 60/40-Regelung des Dänischen Filminstitut gefördert und hatte 2013 seine Premiere.